# Еуген Флојд
Еуген Флојд (право име Драган Крстић – Велико Боњинце, 1949 – Ниш, 1999) је српски писац и музичар.

## Биографија
Рођен је 29. новембра 1949. у Великом Боњинцу, испод Суве планине, као Драган Крстић. Детињство је провео у Алексинцу, где је завршио основно школовање и гимназију. Потом је у Нишу уписао Медицински факултет, који је напустио након прве године, преорјентисавши се на психологију, на Филозофском факултету у Београду. Како оно што је њега, изразито радозналог духа, интересовало није нашао на овој катедри, положивши испите прве године, пребацио се на филозофију, коју је студирао до треће године. Ни тамо није остао до краја, већ се вратио у Алексинац. Његов радознали и виспрени дух није нашао оно што га је на студијама интересовало, а било је и неспоразума и са професорима. 
Онда је живот посветио музици – у музичким саставима и бендовима свирао је бубњеве, акустичну гитару и усну хармонику, а често је наступао и сам у градовима, на трговима и улицама као улични музичар. Екстравагантног изгледа, није пунио око онима код којих је неколико пута, у Алексинцу и Нишу, покушао да нађе посао, тако да је свој живот подарио музици и улици. За летњих месеци одлазио је и у иностранство као улични свирач, зарађујући за живот. Последњих десетак година живео је у Нишу, где је и преминуо 1. јула 1999. године, након операције бруха. Био је болестан од нефритиса и једно време био на дијализи. Сахрањен је на Старом гробљу у Алексинцу. 
Из његових дела се види колико је био необичног и несвакидашњег духа. Збирку песама „Nocturni flores, антологију перли учесника игара“, објавио је 1997. године, у Новом Саду, у свом издању, пошто у београдској „Просвети“ није наишао на достојно разумевање главног уредника и директора Чедомира Мирковића. Роман „Хризолида, остаци бележака отетих забораву из претходног живота Магнуса Мелхиора брата - по Игама“ изашао је посмртно 2020. године, у Нишу, захваљујући старању његове породице, премда је за његовог живота, 1999. године, био припремљен за штампу. Ни на једном од ова два дела није себе представио буквално као аутора, већ је на збирци песама написао; „Сабрао, одабрао, средио и препевао све сȃм Еуген Флојд“, а на роману: „Учино доступним у сваком погледу исти Еуген Флојд“. Тако се мистично заклањао од тежине ауторства. Ни у једној од њих није о себи дао библиографске податке. Његове књиге нису имале уобичајени контакт с публиком и мало која библиотека у Србији их има. Зато и њихова рецепција није ишла уобичајеним током, те њихово појављивање није у новинама и часописима забележено. 

## Дела
- Nocturni flores, Novi Sad, 1997,
- Hrizolida, Niš, 2002,